# Joan Micklin Silver
Pour les articles homonymes, voir Silver.
Joan Micklin Silver, née le 24 mai 1935, Omaha (Nebraska) et morte le 31 décembre 2020 est une scénariste et réalisatrice américaine, auteure également de pièces de théâtre.
Elle a dû initialement produire elle-même et trouver des solutions de diffusion aux États-Unis, avant de disposer du soutien de grands studios américains. Son premier long métrage, Hester Street, a été nommé lors de la 48e cérémonie des Oscars, dans la catégorie Oscar de la meilleure actrice pour le rôle de Carol Kane. Un de ses thèmes de prédilection est l'identité juive, et elle adopte souvent une approche de ses sujets presque documentaire.

## Biographie
Elle est née en 1935 à Omaha dans le Nebraska, de parents juifs, Doris Shoshone and Maurice David Micklin, d'origine russe et émigrés aux États-Unis,,. Elle étudie au Sarah Lawrence College jusqu'en 1956. Cette même année 1956, peu après la fin de ses études, elle épouse un promoteur immobilier, Raphael Silver, fils d'Abba Hillel Silver.
Le couple s'installe à Cleveland dans un premier temps. Elle enseigne la musique et écrit des pièces de théâtre. Son couple a trois filles entre 1958 et 1963, dont l'une deviendra elle-aussi réalisatrice, Marisa Silver. Ils déménagent à New York en 1967. Elle commence à écrire des scénarios pour des films éducatifs pour enfants.
Puis sur un film de fiction, Limbo (en) consacré à des épouses de prisonniers de guerre de la guerre du Viêt Nam et sorti en 1972, un différend l'oppose au réalisateur, Mark Robson, concernant un personnage féminin, ce qui la pousse à devenir elle-même réalisatrice. Après quelques courts métrages, son premier long-métrage, Hester Street, sorti en 1975, est l'adaptation d'un roman d'Abraham Cahan sur les immigrés russes d'origine juive. Ce film comporte  comporte quelques dialogues en yiddish. Bien que non soutenu par les studios américains, c'est un film qui bénéficie de bonnes critiques et c'est un succès international,. Un dirigeant de studio lui déclare : « Les longs métrages sont très chers à monter et à distribuer, et les femmes réalisatrices sont un problème de plus dont nous n'avons pas besoin ». Elle crée alors une société de production cinématographique avec son mari, Midwest Film Productions. Pour Maelle Arnaud, directrice de la programmation du Festival Lumière de Lyon, « Le parcours de Micklin Silver est emblématique des difficultés rencontrées par les femmes pour passer à la réalisation et se faire produire par les studios ».

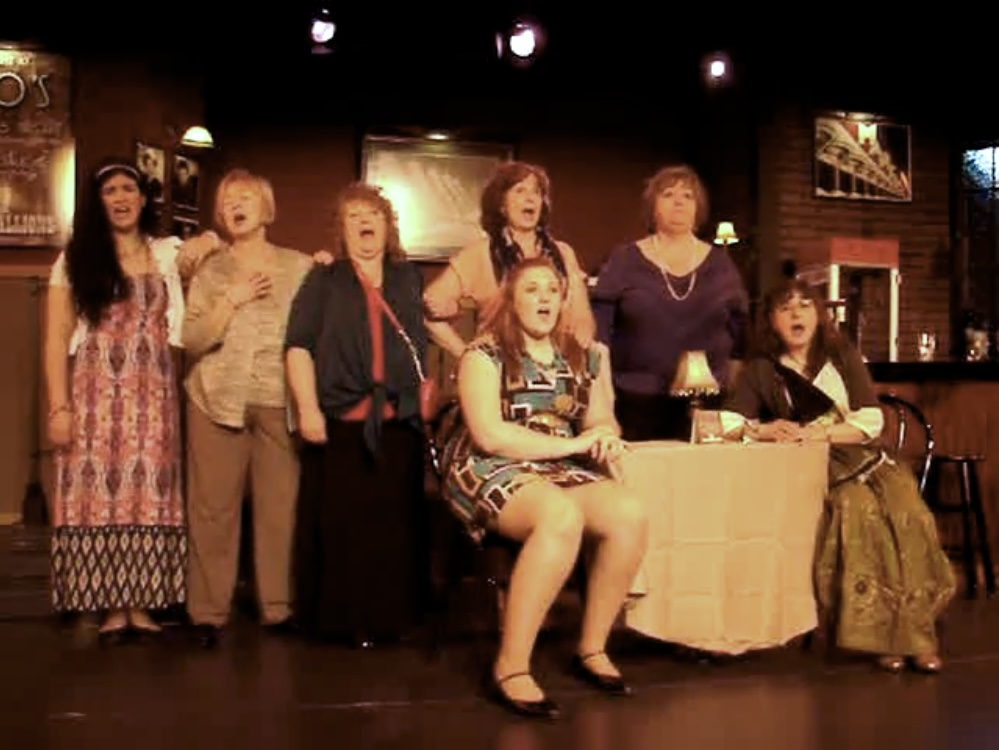
Une scène d'une pièce de théâtre de 2013, A... My Name is Alice

Son film suivant, sorti en 1977, Between the Lines, consacré à la gestion d'un journal indépendant à Boston, n'est pas soutenu non plus par les grands studios. Par contre, en 1979, Head Over Heels, une comédie romantique, est produit avec United Artists, qui modifie la fin d'une première version pour que le film se termine en happy end. Une version de ce film (encore appelé Chilly Scenes of Winter) en 1982 rétablit la fin intialement prévue. Et en 1988, Izzy et Sam (intitulé aussi Crossing Delancey) est une nouvelle comédie romantique, avec Amy Irving dans le rôle principal, et est produit avec la Warner. Steven Spielberg (alors marié à Amy Irving) est intervenu aussi pour soutenir le projet. Ceci facilite l'aboutissement des projets suivants de Joan Micklin Silver, pour le cinéma et la télévision. Elle continue aussi à écrire des pièces de théâtre. Un de ses thèmes de prédilection, dans plusieurs de ses films, est la judéité, et elle adopte souvent un ton presque documentaire dans ses films de fiction tout en s'adressant au grand public.
Joan Micklin Silver meurt à son domicile de Manhattan le 31 décembre 2020, à l'âge de 85 ans,,>.

## Filmographie
Sauf indication contraire, les informations mentionnées dans cette section peuvent être confirmées par la base de données cinématographiques IMDb,  présente dans la section « Liens externes ».

### Réalisatrice

#### Cinéma
- 1972 : The Immigrant Experience: The Long Long Journey (court métrage)
- 1973 : The Fur Coat Club (court métrage)
- 1974 : The Case of the Elevator Duck (court métrage)
- 1975 : Hester Street
- 1977 : Between the Lines
- 1979 : Head Over Heels (ou Chilly Scenes of Winter)
- 1988 : Izzy et Sam (Crossing Delancey)
- 1989 : Loverboy
- 1991 : Big Girls Don't Cry... They Get Even
- 1998 : A Fish in the Bathtub

#### Télévision

##### Série télévisée
- 1995 : Les Sœurs Reed (Sisters) (saison 6, épisode 6)

##### Téléfilms
- 1976 : Bernice Bobs Her Hair
- 1984 : How to Be a Perfect Person in Just Three Days (en)
- 1985 : Finnegan remet ça (en) (Finnegan Begin Again)
- 1991 : Femmes sous haute surveillance (Prison Stories: Women on the Inside)
- 1992 : Le Choix d'une mère (A Private Matter)
- 1997 : In the Presence of Mine Enemies (en)
- 1999 : L'enfant imaginaire (en) (Invisible Child)
- 2002 : Charms for the Easy Life
- 2003 : Le Choix d'une vie (Hunger Point)

### Scénariste

#### Cinéma
- 1972 : Limbo (en) de Mark Robson
- 1972 : The Immigrant Experience: The Long Long Journey de elle-même (court métrage)
- 1973 : The Fur Coat Club de elle-même (court métrage)
- 1974 : The Case of the Elevator Duck de elle-même (court métrage)
- 1975 : Hester Street de elle-même
- 1975 : The Frontier Experience de Barbara Loden (court métrage)
- 1979 : Head Over Heels (ou Chilly Scenes of Winter) de elle-même

#### Télévision
- 1976 : Bernice Bobs Her Hair de elle-même (téléfilm)
- 1983 : Faerie Tale Theatre  (émission de télévision)

### Productrice
- 1978 : QHS (On the Yard) de Raphael D. Silver